# Logo (Mali)
Logo è un comune rurale del Mali facente parte del circondario di Kayes, nella regione omonima.
Il comune è composto da 19 nuclei abitati:
- Bankamé
- Dembagnouma
- Dinguira
- Djimékon
- Fanguiné-Koto
- Fanguiné-Kouta
- Farakotossou
- Kakoulou
- Karaya
- Kérouané
- Lakafia
- Maloum
- Maréna
- Marintouro
- Modincané
- Moussawaguya
- Sabouciré
- Sambaga
- Tintiba